# Kenwood Corporation

Logo Kenwood

Kenwood Corporation (jap. 株式会社ケンウッド Kabushiki-kaisha Kenuddo) lub Kenwood – japońskie przedsiębiorstwo założone w 1946 roku, zajmuje się produkcją tranceiverów, radioodbiorników i innego sprzętu łączności. Obecnie główna siedziba przedsiębiorstwa mieści się w Hachiōji w Tokio. Spółka jest notowana na tokijskiej giełdzie (aktualne notowania).